# 犬とハサミは使いよう
『犬とハサミは使いよう』（いぬとハサミはつかいよう）は、更伊俊介による日本のライトノベル。イラストは鍋島テツヒロが担当している。略称は「犬ハサ」。ファミ通文庫（エンターブレイン→KADOKAWA）より2011年2月から2015年1月まで刊行された。「みんなで選ぶベストラノベ2011」では新人部門で9位を獲得している。第12回エンターブレインえんため大賞小説部門優秀賞受賞作品。第1回ラノベ好き書店員大賞にて10位を獲得している。2013年1月時点で累計発行部数は30万部を記録している。
強盗犯に殺害されるもなぜかミニチュアダックスフントへ転生した読書バカの主人公と、何かにつけてハサミを持ち出しては主人公を罵倒する人気作家なヒロインを中心に、彼らと関わりを持つ人々の様々な日常を描く。
メディアミックスとして、2012年3月7日にはドラマCDが発売された。『月刊少年エース』（角川書店）2012年7月号（2012年5月26日発売号）より大庭下門によるコミカライズが連載を開始し、2014年5月号まで連載された。2013年1月19日にはテレビアニメ化が発表され、同年7月から9月まで放送された。

## あらすじ
人生の大半を読書に費やす読書バカの春海和人は、ある日立ち寄った喫茶店で銃を持つ押し込み強盗と遭遇。錯乱した強盗は居合わせた女性客を撃とうとするが、和人は彼女をかばって射殺されてしまう。
走馬灯がよぎる中、和人は「死んだら本読めないじゃん!!」という読書バカの執念により、奇跡的に現世への生還を果たす。しかし、その姿はなぜかミニチュアダックスフントと化していた。
「せっかく生き返ったのに、犬の姿では本のページをめくることはおろか買うこともできない」と煩悶する和人だったが、そんな彼の前にハサミを得物として持ち歩く狂気の美女・夏野霧姫が現れる。彼女の正体は和人が大ファンの作家・秋山忍その人であったが、彼女がなぜ自分の前に現れたのか、和人にはまるで覚えがない。
それもそのはず、和人が犬として生まれ変わったのと同じ頃、なぜか霧姫は「犬と化した和人」の心の声を聞くことができる様になってしまい、彼女は煩悶する和人の声に導かれるままにやってきただけだったからだ。
霧姫は当初、頭の中に鳴り響く和人の声に我慢ならず、彼を始末するつもりだった。だが和人を尋問する中で、彼が強盗の恐銃から自分を守った命の恩人だと気付き、気持ちを改める。
かくして犬と化した和人は霧姫の元で、第二の読書バカ人生を歩むこととなった。

## 登場人物
声優はドラマCD・テレビアニメ共通。
春海 和人（はるみ かずひと）
声 - 櫻井孝宏
本作の主人公。読書バカ。高校生の眼鏡童貞。東京都K区出身。家族構成は両親と妹で、家族は仕事の都合で岡山におり、自分はK区にある住谷荘にて一人暮らし。初めて行った街でも5分以内に本屋を見つけることができる。喫茶店で猟銃を持った強盗に襲われるが、執筆に集中していて気付かなかった霧姫を庇い、殺害されてしまう。しかし、本への執念からミニチュアダックスフントへ転生して奇跡の生還を果たした。本人曰く「本を読まないと発狂して死んじゃう」。無自覚に周りの女性の心を開いていくため、霧姫から「浮気犬」と呼ばれることもある。また、霧姫の「お仕置き」で毛を刈られた際には、すぐ元通りに生え揃うのがお約束となっている。犬の姿で鼻や前足を器用に使い、本を読んでいる。また、霧姫のお使いなどで生前通っていた本屋に来店している。
テレビアニメ版ではミニチュアダックスフントの姿で話す際、口ではなくアホ毛が動くことが明確に描かれている。
夏野 霧姫（なつの きりひめ） / 秋山 忍（あきやま しのぶ）
声 - 井上麻里奈
本作のヒロイン。「秋山忍」のペンネームで数々の著作を出しているベストセラー作家。宮城県出身。ミニチュアダックスフントへ転生した和人の言葉（正確には思考）を理解できる。下着も上着も黒尽くめで黒髪赤目の美女だが、性格はドS。万能文房具の「ハサ次郎」を凶器として扱う。執筆中はあまりの集中ぶりから、周囲のことに全く気付かなくなる。貧乳であることにコンプレックスを抱いている。和人の死については負い目を感じており、後に彼から許されたために惚れてしまうが、その表現方法にもやはりハサミが出てくるので、気付かれていない。また、愛情表現も話が進むにつれて徐々に激しくなっており、本人も「好きな相手ほどいじめたくなる」とハサミを片手に語っている。
警察官の姉がいる。
春海 円香（はるみ まどか）
声 - 阿澄佳奈
和人の妹。東京都出身。父の和希、母の理緒と一緒に岡山県に住んでいた。「鮪喰（マグロイーター）」なる巨大な電動包丁を愛用しており、謎のカレーを作る。兄と同じ高校に入学する。ブラコンとヤンデレの気があり、本を餌にした罠でかかった犬（和人）を兄と思い込んでいるため、霧姫と何度も衝突する。和人の言葉は理解できないが、霧姫から和人と呼んでいいと許可はもらっている。
柊 鈴菜（ひいらぎ すずな）
声 - 伊藤静
書林社に勤める忍（霧姫）の担当編集者。巨乳。京都府出身。霧姫が眉をひそめるほどのドM。霧姫同様、和人の言葉を理解できる。編集者としては非常に有能だが、霧姫をスランプから脱させようとしてトラブルを起こすなど、作家のためなら手段を選ばない傾向がある。また、ドMゆえに霧姫から優しくされることを非常に嫌がる。
大澤 映見（おおさわ はみ）
声 - 加隈亜衣
愁山の娘、作家。和人の元同級生。東京都出身。藤巻蛍として『蛍星恋話（けいせいれんわ）』で作家デビューしたが、それは父である愁山のコネを使ったものだったという。ショートヘアで病的なまでにネガティブで小心者。高校の図書準備室に置き忘れた原稿を和人に読まれたことがきっかけで、作家を目指すようになった。犬になった和人を直感ではあるが言い当てており、以後もそう呼んでいる。
秋月 マキシ（あきづき マキシ） / 山田 マキ子（やまだ マキコ）
声 - 芹澤優
一流の実力を持ったアイドル作家。本名は「山田マキ子」。プロポーションやファッションセンスなど、色々な意味で霧姫とは対照的。犬が苦手。口癖は「あたし輝いてる」。いつも黒服のボディーガードを従えている。
テレビアニメ版では出番が増やされており、エンディングテーマも担当している。
犬飼 潔（いぬかい きよし）
声 - 羽多野渉
新稲葉駅前商店街で「IGGY」というペットショップを営んでいる。色黒でヘアスタイルはアフロ。茨城県出身。趣味は登山。特技は動物の介抱。霧姫の持つハサミがトラウマとなっている。
本田 桜（ほんだ さくら）
声 - 内田真礼
本田家の長女。多少気弱だが、父よりは商才がある。和人の元同級生で、高校入学前の春にクレーマーからいちゃもんを付けられているところを和人に助けられて以来、想いを寄せている。弥生同様和人を「クロ」と呼ぶが、どことなく人間臭い部分は感じ取れている模様。
本田 弥生（ほんだ やよい）
声 - 五十嵐裕美
本田家の次女。ダックスフント姿の和人を「クロ」と名付けたうえ、見つけると執拗なまでに全身を撫でる。マッサージの才能がある。
本田 文夫（ほんだ ふみお）
声 - 大川透
本田書店の店主、妻の葉子、娘の桜、弥生の4人暮らし。東京都出身。趣味は写真撮影。特技は土下座。和人いわく、柔和な顔立ち。致命的に商才がない。妻にたびたび左フックを浴びている。時折、レジの後ろの壁に拳の跡が残っていることがある。
住谷 夕樹（すみや ゆき）
声 - 井口裕香
住谷荘の大家で和人の家の遠縁とされる謎の人物。見た目は幼女で全身にウサギのコスプレをしている。また、語尾に「ぴょん」とつける。職業は弁護士。テレビアニメ版では、カチャーシャのウサギ耳にバッヂを着けている。
森部 佐茅（もりべ さち）
声 - 斎藤千和
「煉獄館」に住み込みで働いていたメイド。北海道出身。紅葉と一緒に新稲葉に引っ越してきた。趣味は「穢殺刃（ケガレザッパー）」なる箒で掃除しながら踊ることだが、踊っているところを見られると恥ずかしさのあまり、目撃者を殺そうとする。
姫萩 紅葉（ひめはぎ もみじ）
声 - 茅野愛衣
若手人気作家。九郎の妹。車椅子「天鳥船」に乗っている。常に無表情。カラスとなった九郎の言葉を理解できる。姫萩家の所有する屋敷「煉獄館」に住んでいたが、新稲葉に引っ越してきた。和人の「新しい世界を見せてやる」「責任を取る」という言葉を真に受け、和人を自分の夫にすべく霧姫と衝突している。
宗像 腕力（むなかた わんりき）
声 - 稲田徹
霧姫が通うスポーツジムのオーナー。北海道出身。別名「マッチョ・宗像」。冬でも真夏に感じ、周囲の温度を5℃近く上げる暑苦しさを持っている。
中原 冬至（なかはら とうじ）
声 - 小山力也
和人を殺した犯人。広島県出身。新稲葉七不思議の1つ「つぶれない喫茶店」の常連客。過去に麻薬中毒の経験があり、薬品に対して劇的な効果があったコーヒーを何度も求めていた。喫茶店を襲撃後は住谷荘に身を隠したが、霧姫と和人に突き止められる。追いかけっこの末に霧姫らと対決して敗れるが、その後については不明。潜伏中は和人の部屋にあった秋山忍の本を読み漁っており、本に記載されていた架空の拳法を使えるようになった。服の中には、大罪シリーズを隠し持っている。
仏坂 大門（ほとけざか だいもん）
声 - 小山力也
平安堂に務めるマキシの担当編集者。禿頭の黒服。九郎とは学生時代からの友人。新潟県出身。「金髪で高飛車な女性」がタイプ。
姫萩 九郎（ひめはぎ くろう）
書林社に務める紅葉の元担当編集者で、鈴菜の元同僚。千葉県出身。紅葉の兄であり、大門とは学生時代からの友人。病気で死ぬが、カラスとなって甦る。趣味は罠を作ったり、それにかかった人間を観察すること。重度のシスコン。霧姫や鈴菜同様、和人の言葉を理解できる。また、紅葉と和人の会話の仲介役を担う。
陸奥田 奈央（むつた なお）
どこにでもいる普通の女子高生。少しだけ背が高く、少しだけ兄が多い。
空戸 アリシア（そらと アリシア）
綺麗な金髪を妙な髪型にまとめている。一人前の探偵として認められるため、怪盗二面相を追っている。
山田 雛子（やまだ ひなこ）
マキシの妹。小学2年生。
柊 菜沙（ひいらぎ なずな）
書林社文芸局第二文芸部の副編集長。鈴菜の姉。
水無川 真秀（みながわ まほ）
秋山忍に勝るとも劣らない厚さの本で知られる作家。その大半は執拗なまでに繰り返された装飾であり、メイン部分だけを抜き出して考えれば数行で終わるような物語。
国立国会図書館に代わる巨大図書館、「世界統一図書館」の設立を夢見て大量の本を収集している蔵書狂。いつでも本を届けられるよう、航空機、戦車、軍艦の形をした機動図書館を所持している。
汐待 佑斗（しおまち ゆうと）
真秀に使える少年執事。片眼鏡をかけている。「穢殺刃・改二」という箒を持っている。
早崎 ステラ（はやさき ステラ）
学ランを着たアイドル作家。流行っているものを自分のものとして模倣する技能を持つ。マキシが出る生放送の番組に乱入して宣戦布告し、「アイドルライブロワイヤル」でマキシに勝負を挑む。
穂積 雷火（ほづみ らいか）
赤いマフラーをした小柄な女性。
大澤 愁山（おおさわ しゅうざん）
声 - 石塚運昇
歴史小説で長年にわたって支持を得てきた文壇の重鎮。石川県出身。認知症気味。霧姫が新人賞に応募してきた時、審査員の中で唯一酷評した。その実態は親バカかつ頻尿の気がある年相応の一面を持つ恐妻家で、霧姫への態度もツンデレに近いものである。

## 用語
霧ペディア
霧姫がそのつど気になった単語を入力し、自分自身の用語集にしている。
ハサ次郎
霧姫が持っているハサミ。「鮪喰」を切断するなど、驚異的な切れ味を誇る。
大罪シリーズ
秋山忍の著書のベストセラーシリーズ。未完。現在までに「傲慢」「嫉妬」「憤怒」「怠惰」「強欲」「暴食」の6冊が出版されている。
秋山忍
複数の新人賞を受賞してデビューした覆面作家。正体は霧姫。
本田書店
新稲葉駅南口すぐにある書店。和人の行きつけの本屋。
鮪喰（マグロイーター）
対大魚切断用巨大電動包丁。伝説の武器職人・大洗赤口が遊び半分で作った作品として、それなりに有名な代物。
鮪喰・零式（マグロイーター・タイプゼロ）

鮪喰・無限（マグロイーター・アンリミテッド）

藤巻蛍
謎の新人作家。著作にも秋山忍の影響を大きく受けているほどのファン。正体は映見。ペンネームの藤巻蛍（HUZIMAKI HOTARU）は春海和人のアナグラム。
執筆戦（ライティングデュエル）
作家同士の揉めごとなどの解決に際して行われる勝負の手法。平安時代に貴族たちの間で行われたのが最初とされ、現代では揉めごとを穏便に解決する方法として広く親しまれている。
九連訪塔執筆戦（ナインストーリーズ）
執筆戦を9回連続で行うという、数ある執筆戦の中でも最高難易度を誇る。
五連謝意執筆戦（ファイブリスペクト）
標高8000メートル以上の高地でのみ行われるという高難易度の執筆戦。準備段階でリタイアする参加者が全体の8割におよぶ。
宣姫絶響執筆戦（シンフォニックゲイン）
歌をテーマとした執筆戦。秋月マキシによって発案され、秋山忍が命名した。
新稲葉七不思議
新稲葉という街に存在する7つの異常。地域密着型で、お粗末な七不思議。
つぶれない喫茶店
新稲葉七不思議の1つ。コーヒーの不味い喫茶清陽に常に客が入っている不思議。実は店主が依存性のある薬品をコーヒーに入れていた。
大きくなるアフロ
新稲葉七不思議の1つ。ペットショップのオーナー、潔のアフロが日に日に大きくなっているという噂。
灼熱の高層マンション
新稲葉七不思議の1つ。新稲葉のとある高層マンションの付近だけ妙に暑く、冬でも真夏みたいな気温になる。
暗躍する怪盗二面相
新稲葉七不思議の1つ。新稲葉一帯で活躍する謎の怪盗。予告状を出してはあちこちに出没し、お宝は盗まず女の子のハートだけを盗んでいるという。
死のメニューを出すパスタ屋
新稲葉七不思議の1つ。パスタを食べた集団が一斉に中二病的な言動をしたことがきっかけ。
新稲葉駅
新稲葉という街に存在する駅。テレビアニメ版では駅前ロータリー静止画が動画節約用に登場。
穢殺刃（ケガレザッパー）
武器職人・大洗赤口によって作られた全状況対応型掃除用具。ブラシの部分を外すと刃が現れる。
穢殺刃・改二
穢殺刃の大雑把な機能を改善し、狭いところの掃除や精密動作も可能になったバージョン。
監獄島
正式名称は岩黒島。新稲葉近海に浮かぶ小さな島で、過去に刑務所として使用されていた「煉獄館」がある。現在は姫萩家が所有。
天鳥船（あめのとりふね）
紅葉が使っている車椅子。武器職人・大洗赤口によって作られた。搭乗者の生活を助けるための様々なシステムが搭載されている。「天浮橋」は情報収集モードで、周囲に存在するネットワークに侵入できる。「建御雷」は殲滅モードで、背部に搭載されていたミサイルを発射できる。ただし、発射後は非常に熱くなるため、座れない。また、九郎によって追加された竹槍射出オプション「竹銃槍」もある。
機動図書館
水無川真秀が所有する、陸海空それぞれに適応した移動可能な図書館。
風待の文蔵（ビブリオテカ・ウェントゥス）
飛行機の形をした、空飛ぶ図書館。内部は6つの図書部屋と操縦室とで構成されている。
火群の文蔵（ビブリオテカ・イグニス）
戦車の形をした、大地を駆ける図書館。戦車であるため、書籍を保管するスペースはかなり小さい。
氷海の文蔵（ビブリオテカ・グラキエス）
軍艦の形をした、海を渡る図書館。蔵書数は並の大学図書館にも匹敵する。

## 既刊一覧

### 小説
- 更伊俊介（著）・鍋島テツヒロ（イラスト）、エンターブレイン→KADOKAWA〈ファミ通文庫〉、全15巻
  - 『犬とハサミは使いよう』、2011年3月11日初版発行（2月28日発売[12]）、ISBN 978-4-0472-7077-0
  - 『犬とハサミは使いよう2』、2011年5月11日初版発行（4月30日発売[13]）、ISBN 978-4-0472-7221-7
  - 『犬とハサミは使いよう3』、2011年9月9日初版発行（8月29日発売[14]）、ISBN 978-4-0472-7470-9
  - 『犬とハサミは使いよう Dog Ears 1』、2011年11月10日初版発行（10月29日発売[15]）、ISBN 978-4-0472-7584-3
  - 『犬とハサミは使いよう4』、2012年3月12日初版発行（2月29日発売[16]）、ISBN 978-4-0472-7842-4
  - 『犬とハサミは使いよう5』、2012年7月12日初版発行（6月30日発売[17]）、ISBN 978-4-0472-8123-3
  - 『犬とハサミは使いよう Dog Ears 2』、2012年10月11日初版発行（9月29日発売[18]）、ISBN 978-4-0472-8354-1
  - 『犬とハサミは使いよう6』、2013年2月9日初版発行（1月30日発売[19]）、ISBN 978-4-0472-8656-6
  - 『犬とハサミは使いよう7』、2013年7月11日初版発行（6月29日発売[20]）、ISBN 978-4-0472-8973-4
  - 『犬とハサミは使いよう Dog Ears 3』、2013年9月11日初版発行（8月30日発売[21]）、ISBN 978-4-0472-9093-8
  - 『犬とハサミは使いよう8』、2014年2月10日初版発行（1月30日発売[22]）、ISBN 978-4-0472-9398-4
  - 『犬とハサミは使いよう9』、2014年6月11日初版発行（5月30日発売[23]）、ISBN 978-4-0472-9664-0
  - 『犬とハサミは使いよう10』、2014年10月10日初版発行（9月29日発売[24]）、ISBN 978-4-0472-9914-6
  - 『犬とハサミは使いよう Dog Ears 4』、2015年2月10日初版発行（1月30日発売[25]）、ISBN 978-4-0473-0176-4
  - 『犬とハサミは使いよう ANOTHER』、2015年4月10日初版発行（3月30日発売[26]）、ISBN 978-4-04-730303-4

### 漫画
毎巻のあとがきには原作者によるショートストーリーとコメントが掲載されている。
- 更伊俊介（原作）・鍋島テツヒロ（キャラクター原案）・大庭下門（作画） 『犬とハサミは使いよう』 角川書店→KADOKAWA〈カドカワコミックス・エース〉、全4巻
  1. 2013年1月26日初版発行（同日発売[27]）、ISBN 978-4-04-120561-7
  2. 2013年6月26日初版発行（同日発売[28]）、ISBN 978-4-04-120742-0
  3. 2013年8月26日初版発行（同日発売[29]）、ISBN 978-4-04-120847-2
  4. 2014年4月26日初版発行（同日発売[30]）、ISBN 978-4-04-121098-7

## ドラマCD
ファミ通文庫ドラマCD「FB CollectDrama」シリーズより発売。
- 犬とハサミは使いよう 急いては犬をし損じる（2012年3月7日発売）

## テレビアニメ
2013年7月から同年9月まで、TOKYO MX、サンテレビほかにて放送された。
テレビアニメ化は2013年1月19日に発表され、同年3月21日には和人役の櫻井孝宏をはじめ主要キャストや本作が初監督となる高橋幸雄をはじめ制作スタッフが発表された。また、同年8月8日には実写化、ロボットアニメ化、カラオケ化の3大計画始動が報じられた。
なお、テレビアニメ版での東川高校のモデルは東邦大学付属東邦中学校・高等学校であることが明らかにされている。

### スタッフ
- 原作 - 更伊俊介（ファミ通文庫「犬とハサミは使いよう」シリーズ / エンターブレイン刊）[10]
- 監督 - 高橋幸雄[10]
- シリーズ構成 - 根元歳三[10]
- キャラクター原案 - 鍋島テツヒロ[10]
- キャラクターデザイン・総作画監督 - 佐藤陽子[10]
- プロップデザイン - 久原陽子[10]
- グラフィックデザイン - YAN[10]
- 美術監督 - 氏家誠[10]
- 色彩設計 - 鈴木寿枝[10]
- 撮影監督 - 北村直樹[10]
- 音響監督 - 渡辺淳[10]
- 編集 - 齋藤朱里[10]
- 音楽 - 松田彬人[10]
- 音楽プロデューサー - 後藤政則[10]
- 音楽制作 - avex entertainment[10]
- プロデューサー - 依田一[10]、後藤政則[10]、高山昌子[10]、納谷僚介[10]、千葉朋弘[10]、本地大輔[10]
- アニメーションプロデューサー - 飯室笑子[10]
- アニメーション制作 - GONZO[10]
- 製作 - 犬ハサ製作委員会[10]（GONZO[11]、avex entertainment[11]、エンターブレイン[11]、スタジオマウス[11]、エクシング[11]、DLE[11]）

### 主題歌
オープニングテーマ「わんわんわんわんN_1!!（なんだーわん）」
作詞 - 畑亜貴 / 作・編曲 - 松田彬人 / 歌 - 犬っ娘くらぶ［夏野霧姫（井上麻里奈）、春海円香（阿澄佳奈）、柊鈴菜（伊藤静）、大澤映見（加隈亜衣）、秋月マキシ（芹澤優）］
エンディングテーマ「レモネイドスキャンダル」
作詞 - こだまさおり / 作・編曲 - 松田彬人 / 歌 - 秋月マキシ（芹澤優）
挿入歌「マジカル☆ラブ」（第1話）
作詞 - 畑亜貴 / 作・編曲 - 松田彬人 / 歌 - 秋月マキシ（芹澤優）
挿入歌「メイドの為に鐘は鳴る 〜超従者黙示録より〜」（第7話）
作詞 - 更伊俊介 / 作・編曲 - 松田彬人 / 歌 - 森部佐茅（斎藤千和）

### 各話リスト
各サブタイトルはことわざのパロディになっている。
| 話数     | サブタイトル             | 脚本       | 絵コンテ   | 演出       | 作画監督                   |
| -------- | ------------------------ | ---------- | ---------- | ---------- | -------------------------- |
| 第壱話   | 犬も歩けば棒に当たる     | 根元歳三   | 高橋幸雄   | 佐々木純人 | 山村俊了                   |
| 第弐話   | 犬は熱いうちに打て       | 根元歳三   | 大原実     | 石山タカ明 | 清水博幸                   |
| 第参話   | 飛んで火に入る冬の犬     | 根元歳三   | 石山タカ明 | 加藤顕     | 飯塚正則                   |
| 第四話   | 溺れる者は犬をも掴む     | 根元歳三   | 大畑晃一   | 黒瀬大輔   | しんぼたくろう 水野辰哉    |
| 第五話   | 虎穴に入らずんば犬を得ず | 根元歳三   | 大原実     | 阿部雅司   | しまだひであき 山村俊了    |
| 第六話   | 雨降って犬固まる         | 待田堂子   | 数井浩子   | 数井浩子   | 清水博幸 深沢謙二 竹森由加 |
| 第七話   | 犬も鳴かずば撃たれまい   | 大知慶一郎 | 石山タカ明 | 石山タカ明 | しんぼたくろう 水野辰哉    |
| 第八話   | 湯に入りて犬に入らざれ   | 大知慶一郎 | 大畑晃一   | 横田一平   | 吉岡美帆                   |
| 第九話   | 犬無いところに煙は立たず | 根元歳三   | 大原実     | 加藤顕     | 飯塚正則                   |
| 第拾話   | 光陰犬の如し             | 根元歳三   | 大畑晃一   | 黒瀬大輔   | しまだひであき             |
| 第拾壱話 | 犬振り合うのも多生の縁   | 根元歳三   | 大原実     | 石山タカ明 | しんぼたくろう 水野辰哉    |
| 第拾弐話 | 犬とハサミは使いよう     | 待田堂子   | 高橋幸雄   | 高橋幸雄   | 佐藤陽子                   |

### 放送局
| 放送地域 | 放送局     | 放送期間               | 放送日時                     | 放送系列 | 備考              |
| -------- | ---------- | ---------------------- | ---------------------------- | -------- | ----------------- |
| 東京都   | TOKYO MX   | 2013年7月2日 - 9月17日 | 火曜 1:00 - 1:30             | 独立局   |                   |
| 神奈川県 | tvk        | 2013年7月3日 - 9月18日 | 水曜 1:00 - 1:30（火曜深夜） | 独立局   |                   |
| 兵庫県   | サンテレビ | 2013年7月3日 - 9月18日 | 水曜 1:30 - 2:00（火曜深夜） | 独立局   |                   |
| 日本全域 | BS日テレ   | 2013年7月5日 - 9月20日 | 金曜 2:30 - 3:00（木曜深夜） | BS放送   | 初回は3:00 - 3:30 |
| 日本全域 | AT-X       | 2013年7月5日 - 9月20日 | 金曜 21:30 - 22:00           | CS放送   | リピート放送あり  |

| 放送地域 | 放送局                        | 放送期間                | 放送日時                   | 放送系列     | 備考                                     |
| -------- | ----------------------------- | ----------------------- | -------------------------- | ------------ | ---------------------------------------- |
| 日本全域 | バンダイチャンネル            | 2013年7月3日 - 9月18日  | 水曜 12:00 更新            | ネット配信   | 有料会員全話見放題                       |
| 日本全域 | ニコニコチャンネル            | 2013年7月4日 - 9月19日  | 木曜 23:00 更新            | ネット配信   | 初回は23:00 - 23:30 生放送は23:30 - 0:00 |
| 日本全域 | 楽天ShowTime                  | 2013年7月5日 - 9月20日  | 金曜 夕方 更新             | ネット配信   |                                          |
| 日本全域 | J:COM                         | 2013年7月10日 - 9月25日 | 水曜 0:00 更新（火曜深夜） | ネット配信   |                                          |
| 日本全域 | auビデオパス                  | 2013年7月10日 - 9月25日 | 水曜 0:00 更新（火曜深夜） | ネット配信   |                                          |
| 日本全域 | ビデオマーケット              | 2013年7月10日 - 9月25日 | 水曜 0:00 更新（火曜深夜） | ネット配信   |                                          |
| 日本全域 | Ongenムービー                 | 2013年7月10日 - 9月25日 | 水曜 12:00 更新            | ネット配信   |                                          |
| 日本全域 | GYAO! + GYAO!ストア           | 2013年7月10日 - 9月25日 | 水曜 12:00 更新            | ネット配信   |                                          |
| 日本全域 | ムービーフル ムービーフルPlus | 2013年7月10日 - 9月25日 | 水曜 12:00 更新            | モバイル配信 |                                          |

### 関連商品

#### BD / DVD
| 巻 | 発売日         | 収録話          | 規格品番   | 規格品番   |
| 巻 | 発売日         | 収録話          | BD         | DVD        |
| -- | -------------- | --------------- | ---------- | ---------- |
| 1  | 2013年9月20日  | 第1話 - 第2話   | AVXA-62561 | AVBA-62555 |
| 2  | 2013年10月25日 | 第3話 - 第4話   | AVXA-62562 | AVBA-62556 |
| 3  | 2013年11月22日 | 第5話 - 第6話   | AVXA-62563 | AVBA-62557 |
| 4  | 2013年12月27日 | 第7話 - 第8話   | AVXA-62564 | AVBA-62558 |
| 5  | 2014年1月24日  | 第9話 - 第10話  | AVXA-62565 | AVBA-62559 |
| 6  | 2014年2月21日  | 第11話 - 第12話 | AVXA-62566 | AVBA-62560 |

#### CD
| 発売日        | タイトル                             | 規格品番   |
| ------------- | ------------------------------------ | ---------- |
| 2013年7月17日 | わんわんわんわんN_1!!                | AVCA-62546 |
| 2013年7月31日 | キャラクターソング1 夏野霧           | AVCA-62547 |
| 2013年7月31日 | キャラクターソング2 春海円香         | AVCA-62548 |
| 2013年8月21日 | キャラクターソング3 柊鈴菜           | AVCA-62549 |
| 2013年8月21日 | キャラクターソング4 大澤映見         | AVCA-62550 |
| 2013年9月11日 | キャラクターミニアルバム 秋月マキシ  | AVCA-62554 |
| 2013年9月25日 | キャラクターソング5 本田桜・本田弥生 | AVCA-62551 |
| 2013年9月25日 | キャラクターソング6 森部佐茅         | AVCA-62552 |
| 2013年9月25日 | キャラクターソング7 姫萩紅葉         | AVCA-62553 |

## ゲーム
『犬とハサミは使いよう 読書百遍犬から通ず』というiOS / Android端末向けゲームアプリが2014年4月16日に配信開始された。パズルモードでは個性的なキャラクターを集め、ノベルモードではビジュアルストーリーを読み進めていく。

## その他
- ハンゲーム公認ネットカフェでNHN Japanの『チョコットランド』を2013年7月11日から7月31日の期間中に2回利用すると、キャンペーン限定の春海和人のアバターアイテムが得られた。
- コロプラの『クイズRPG 魔法使いと黒猫のウィズ』において、2013年11月8日16:00から同年11月11日16:00まで「ファミ通文庫」とコラボレーションしたクイズトーナメントイベント「ファミ通文庫の魔道杯」が開催され、『犬とハサミは使いよう』・『覇剣の皇姫アルティーナ』・『サイコメ』の3作品のキャラクター達が登場した。トーナメントを勝ち抜くと、各キャラクターのイベント限定オリジナルレアカードを入手できた。
- NECビッグローブの『嫁コレ』にて、2013年11月12日に夏野霧姫、2013年12月6日に春海円香が配信開始された。
- 『戦国大戦 - 1590 葵 関八州に起つ-』において、2013年6月20日稼働日から春海和人をモデルにした立花宗茂（CV.櫻井孝宏）と夏野霧姫をモデルにした立花誾千代（CV.井上麻里奈）が鍋島テツヒロのイラストによって武将カードとして登場した。2013年9月12日発売の『戦国大戦界 大祭 第四陣』（『戦国大戦』のスピンオフムック）にもゲームで使用できる鍋島テツヒロのイラストの立花誾千代（モデル：夏野霧姫、CV.井上麻里奈）のカードが付属した。